# Одураченные случайностью
«Одураченные случайностью. О скрытой роли шанса в бизнесе и в жизни» (англ. Fooled by Randomness: The Hidden Role of Chance in Life and in the Markets) — книга американского экономиста и трейдера Нассима Талеба. Книга является частью четырёхтомного философского эссе Талеба о роли неопределённости в жизни и экономике, под названием Incerto , включающего в себя книги: «Одураченные случайностью» (2001), «Чёрный лебедь» (2007), «Прокрустово ложе» (2010) и «Антихрупкость» (2012).

## Содержание
Основная идея книги Талеба заключается в том, что современные люди часто не знают о существовании случайности и склонны объяснять случайные результаты как закономерности.
По мнению Талеба, люди склонны переоценивать причинно-следственные связи, например, видеть фигуры слонов в облаках вместо того, чтобы понять, что это облака случайной формы; в силу этого люди рассматривают мир более объяснимым, чем он является на самом деле и ищут объяснения явлениям, даже если их не существует.
Также Талеб рассматривает другие, по его мнению, ошибочные представления о случайности, в частности:
- Систематическую ошибку выжившего. Мы видим победителей и пытаемся «учиться» у них, забывая при этом про огромное количество проигравших.
- Смещённые распределения. Многие явления реальной жизни не имеют равной вероятности, как выпадение орла или решки при подбрасывании монеты, а подчиняются различным закономерностям, которые порой представляются нам необычными и нелогичными. Например, ставка пари 99:1, при которой вы почти всегда выигрываете, но в случае проигрыша теряете все свои сбережения. Люди могут быть легко обмануты заявлениями типа «я выиграл при этой ставке 50 раз». Согласно Талебу, трейдеры могут иметь стабильный небольшой доход от продажи опционов, но когда случается обвал рынка, они теряют состояние.

## Реакция в мире на книгу
Журнал Fortune внёс книгу Талеба в список 75 «умнейших книг всех времён». Газета USA Today отметила, что многие критические замечания книги, касающиеся финансовой сферы, оказались оправданными. Журнал Forbes признал стиль книги игривым и порой нестерпимо высокомерным, но всегда способствующим к размышлениям. Газета Wall Street Journal (одна из публикаций, которые Талеб высмеивает в своей книге) назвала покупку компании Universa Investments в октябре 2008 года «приобретением чёрного лебедя» (намекая на «чёрных лебедей», упомянутых в книге). Одна из публикаций, содержавшая наиболее благожелательные комментарии к книге Талеба, была опубликована в еженедельнике The New Yorker; в ней отмечалось, что публикация книги наносит такой же удар по обычаям Уолл-стрит, что и девяносто девять (так в оригинале) тезисов Мартина Лютера по католической церкви.

## Издания книги
Первое издание книги вышло в 2001 году в американском издательстве Random House, с тех пор книга была переведена более чем на 20 языков. Русский перевод вышел в 2010 году в издательстве «Манн, Иванов и Фербер».